# Foundiougne (departamento)
Foundiougne é um departamento da região de Fatick, no Senegal. Divide-se nos arrondissements de Djilor, Niodior e Toubacouta.